# Churchill Park (Lautoka)

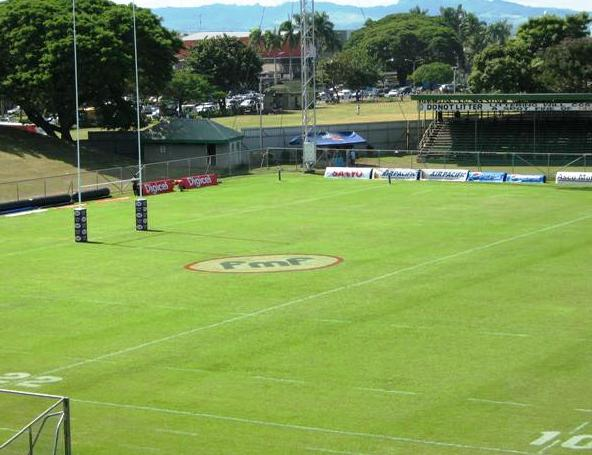
Stadionul Churchill Park in anul 2008.

Churchill Park este un stadion multifuncțional în Lautoka, Fiji. Este folosit în prezent în principal pentru meciurile de fotbal și găzduiește meciurile de start ale echipei Lautoka FC. Stadionul găzduiește, de asemenea, meciurile internaționale de rugby, cum ar fi Cupa Națiunilor din Pacific și Cupa Pacific Rugby, precum și competiții locale de rugby, cum ar fi Cupa Colonială și Cupa Sanyo . Stadionul a deținut 18.000 de persoane, dar în 2016 au adăugat urme sportive și au rupt cealaltă parte a stadionului, reducând astfel capacitatea la mai puțin de 10000.